# Bake Off Italia - Dolci in forno
Bake Off Italia - Dolci in forno (anche noto, semplicemente, come Bake Off Italia) è un talent show italiano, trasmesso sul canale Real Time dal 29 novembre 2013, che si basa sulla sfida tra pasticceri amatoriali.
Fenomeno televisivo internazionale, il programma originale, The Great British Bake Off trasmesso sulla BBC e creato da Love Production, ha registrato ascolti da record, affermandosi in ben 13 Paesi in tutto il mondo. In Italia la trasmissione è stata prodotta da Magnolia, e successivamente da Banijay Italia, ed è presentata da Benedetta Parodi.
Il programma ha come giudici Ernst Knam e Clelia d'Onofrio (fino alla nona edizione), ai quali si è aggiunto Antonio Lamberto Martino (nella quarta edizione), sostituito dalla quinta stagione da Damiano Carrara. Solo per l’ottava stagione si aggiunge un quarto giudice, Csaba dalla Zorza. Nella decima edizione Clelia d'Onofrio lascia il posto da giurata (restando comunque nel cast del programma), venendo sostituita da Tommaso Foglia. Nella dodicesima edizione si aggiunge al cast Iginio Massari, mentre Clelia D’Onofrio abbandona definitivamente il cast.
Dalla seconda edizione, la prima puntata e la finale sono trasmesse in simulcast su tutti i canali free del gruppo Discovery Italia.

## Il programma

### Format
I provini per partecipare al programma vengono annunciati sia sui canali del gruppo Discovery sia sul sito di Real Time. Per partecipare al programma i pasticcieri amatoriali devono compilare un documento presente sul sito della rete televisiva, nel quale si deve rispondere ad alcune domande che testano la conoscenza nel campo della pasticceria e le esperienze nel settore. Una volta selezionati dalla produzione gli aspiranti concorrenti partecipano a una serie di provini dal vivo fino ad arrivare al numero di concorrenti designati per la messa in onda del programma. Non ci sono limiti di età per la partecipazione al programma.
Ogni settimana i concorrenti devono affrontare sfide con diverse difficoltà sulle quali vengono giudicati per le loro performance dai giudici che al termine di ogni puntata dichiarano il migliore concorrente, donandogli un grembiule blu (simbolo della vittoria) che dovrà poi cedere al migliore pasticciere della puntata successiva. Colui che viene dichiarato peggiore in base alla prova effettuata, viene invece eliminato dalla competizione. A partire dalla quarta edizione, oltre al grembiule blu, al migliore viene inoltre assegnato un vantaggio, che rimane segreto sino alla puntata successiva, e che può essere utilizzato nel corso di una delle prove. Il vantaggio varia di puntata in puntata.
Ad oggi i concorrenti che hanno ricevuto il massimo numero di grembiuli blu sono Stephanie Keusch (Ed. 2), Gabriele De Benetti (Ed. 3), Joyce Escano (Ed. 4), Davide Merigo (Ed. 10) e Gabriele Citti (Ed. 11), per un totale di 4 vittorie. Mentre i concorrenti che hanno vinto più prove tecniche nella storia del programma sono Roberto Portanova (Ed. 9) e Tommaso Cavalieri (Ed. 11), con un totale di 6 vittorie.
La concorrente che attualmente è stata più volte a rischio eliminazione è Giovina Roberta Augelli (Ed. 11), con un totale di 8 volte.

### Sfide
Di seguito vengono riportate le prove che i concorrenti hanno affrontato nel corso delle varie edizioni:
- La prova di creatività (ed. 1-in corso): I concorrenti dovranno creare in un tempo stabilito un dolce specifico seguendo la propria ricetta e la loro creatività. Al termine della sfida i giudici valuteranno aspetto e gusto senza dare un voto o una preferenza, ma solo un semplice giudizio.
- La prova tecnica (ed. 1-in corso): I concorrenti dovranno creare in un tempo stabilito un dolce seguendo la ricetta di Ernst Knam, Damiano Carrara ,che verrà loro data. I giudici lasceranno il set prima delle prove, al loro rientro in studio troveranno i dolci senza saperne l'autore. Commenteranno le preparazioni finite e dopo l'assaggio, esprimeranno le loro preferenze dal peggiore al migliore: solo allora scopriranno chi ha preparato ogni piatto.
- La prova sorpresa (ed. 6-in corso): i concorrenti sono chiamati a replicare un dolce attraverso particolari indicazioni dei giudici (nella forma, sapori, composizioni ecc.); è stata spesso costituita da un doppio twist, ovvero una sorpresa durante lo svolgimento della prova.
- La prova wow (ed. 4-5): i concorrenti dovranno realizzare un prodotto dolce o salato con un'elaborata presentazione o realizzazione come la creazione di sculture di pane
- La prova lampo: la prova viene svolta, in determinate eccezioni, dagli ultimi tre concorrenti in classifica in modo da poter determinare l'eliminato della puntata.
- N.B. : In occasione dell'ottava edizione i 16 concorrenti sono stati sorteggiati in 2 batterie composte da 8 pasticcieri ciascuna. Al termine delle prove di entrambe le batterie, i peggiori disputeranno la "prova salvezza". Il tutto è stato realizzato per rispettare le norme sanitarie per la pandemia Covid-19, infatti il format è esclusivo per questa stagione.
- La prova in esterna (ed. 3-7, 9-11): A partire dalla terza edizione, in alcune puntate, i concorrenti affrontano una prova in esterna cioè al di fuori dal tendone di Bake Off. Le prove in esterna, solitamente, sono ambientate in varie città italiane e non.

Esterne
| Edizioni | Puntata    | Luogo in esterna                                |
| -------- | ---------- | ----------------------------------------------- |
| 1ª       | Non svolte | Non svolte                                      |
| 2ª       | Non svolte | Non svolte                                      |
| 3ª       | Semifinale | Langenargen, Germania                           |
| 4ª       | 3ª         | Grand Hotel La Sonrisa, Sant'Antonio Abate (NA) |
| 4ª       | 9ª         | Altamura, (BA)                                  |
| 4ª       | Semifinale | Noto, (SR)                                      |
| 5ª       | 6ª         | Friuli-Venezia Giulia                           |
| 5ª       | 9ª         | Sorrento, (NA)                                  |
| 5ª       | Semifinale | Vienna                                          |
| 6ª       | 7ª         | Svizzera                                        |
| 6ª       | 9ª         | Forte dei Marmi, (LU)                           |
| 6ª       | Semifinale | Lisbona                                         |
| 7ª       | 6ª         | Alberobello, (BA)                               |
| 7ª       | 9ª         | Vignola, (MO)                                   |
| 7ª       | Semifinale | Disneyland Paris                                |
| 8ª       | Non svolte | Non svolte                                      |
| 9ª       | 5ª         | Perugia                                         |
| 10ª      | 8ª         | Convento di Monte Carmelo, Loano, (SV)          |
| 11ª      | 9ª         | MUSE, museo delle scienze di Trento             |
| 12ª      | Non svolte | Non svolte                                      |

### Luoghi delle riprese
L'ambiente delle prime due edizioni italiane è stata Villa Arconati, una delle ville storiche del Parco delle Groane, situata a Castellazzo di Bollate Dalla terza alla quinta è stata scelta Villa Annoni, situata a Cuggiono (MI); mentre nella sesta edizione l'ambiente si sposta a Villa Bagatti Valsecchi a Varedo (MB). Dalla settima edizione la location scelta è la Villa Borromeo di Arcore (MB).
| Location                                   | Edizione | Edizione | Edizione | Edizione | Edizione | Edizione | Edizione | Edizione | Edizione | Edizione | Edizione | Edizione | Totale |
| Location                                   | 1        | 2        | 3        | 4        | 5        | 6        | 7        | 8        | 9        | 10       | 11       | 12       | Totale |
| ------------------------------------------ | -------- | -------- | -------- | -------- | -------- | -------- | -------- | -------- | -------- | -------- | -------- | -------- | ------ |
| Villa Arconati, Castellazzo, Bollate, (MI) |          |          |          |          |          |          |          |          |          |          |          |          | 2      |
| Villa Annoni, Cuggiono (MI)                |          |          |          |          |          |          |          |          |          |          |          |          | 3      |
| Villa Bagatti Valsecchi, Varedo (MB)       |          |          |          |          |          |          |          |          |          |          |          |          | 1      |
| Villa Borromeo d'Adda, Arcore (MB)         |          |          |          |          |          |          |          |          |          |          |          |          | 6      |

## Cast
Il cast del programma era composto da tre persone, ma con l'annuncio della quarta edizione del programma è stato annunciato anche un nuovo giudice, portando così il cast a quattro persone. Nell'ottava, il numero del cast sale a cinque.

### Conduzione
| Condizione       | Edizione | Edizione | Edizione | Edizione | Edizione | Edizione | Edizione | Edizione | Edizione | Edizione | Edizione | Edizione | Edizione | Totale |
| Condizione       | 1        | 2        | 3        | 4        | 5        | 6        | 7        | 8        | 9        | 10       | 11       | 12       | 13       | Totale |
| ---------------- | -------- | -------- | -------- | -------- | -------- | -------- | -------- | -------- | -------- | -------- | -------- | -------- | -------- | ------ |
| Benedetta Parodi |          |          |          |          |          |          |          |          |          |          |          |          |          | 12     |

- Benedetta Parodi (ed. 1-12): giornalista, scrittrice e conduttrice televisiva di programmi di successo come Cotto e mangiato e I menù di Benedetta, approda su Real Time come presentatrice di Bake Off Italia.

### Giudici
| Condizione               | Edizione | Edizione | Edizione | Edizione | Edizione | Edizione | Edizione | Edizione | Edizione | Edizione | Edizione | Edizione | Totale |
| Condizione               | 1        | 2        | 3        | 4        | 5        | 6        | 7        | 8        | 9        | 10       | 11       | 12       | Totale |
| ------------------------ | -------- | -------- | -------- | -------- | -------- | -------- | -------- | -------- | -------- | -------- | -------- | -------- | ------ |
| Ernst Knam               |          |          |          |          |          |          |          |          |          |          |          |          | 12     |
| Clelia d'Onofrio         |          |          |          |          |          |          |          |          |          |          |          |          | 9      |
| Antonio Lamberto Martino |          |          |          |          |          |          |          |          |          |          |          |          | 1      |
| Damiano Carrara          |          |          |          |          |          |          |          |          |          |          |          |          | 8      |
| Csaba dalla Zorza        |          |          |          |          |          |          |          |          |          |          |          |          | 1      |
| Tommaso Foglia           |          |          |          |          |          |          |          |          |          |          |          |          | 3      |

- Ernst Knam (ed. 1-in corso): campione Italiano di Cioccolateria 2009/2010, campione Italiano di Finger Food 2011, primo gradino del podio nella Coppa del Mondo di Gelateria 2012, è uno dei giudici del programma.
- Clelia d'Onofrio (ed. 1-9): è il secondo giudice, collabora con vari giornali e riviste, come Quattroruote, Tuttoturismo e Meridiani. Dal 1997 è direttore editoriale del prestigioso Cucchiaio d'Argento. Nella 10ª e 11ª edizione smette i panni di giudice ma resta nel cast per mostrare e commentare le schede tecniche dei dolci alla base delle prove creative.
- Antonio Lamberto Martino (ed. 4): mastro panificatore e agronomo abilitato, nonché consulente e autore di menù di svariati ristoranti. È entrato nel cast del programma per la quarta edizione[3].
- Damiano Carrara (ed. 5-in corso): nuovo giudice a partire dalla quinta stagione. Pasticciere toscano trasferitosi in California per coltivare la sua passione per la pasticceria.
- Csaba dalla Zorza (ed. 8): scrittrice ed esperta di galateo, è la nuova giudice solo nell'ottava edizione.
- Tommaso Foglia (ed. 10-in corso): è il nuovo giudice a partire dalla decima edizione.

## Premio
Il premio fisso del programma è la possibilità di scrivere un libro di ricette e di pubblicarlo, Il vincitore della quinta edizione non ha pubblicato un libro di ricette, e ha commentato il fatto sui social. Dalla sesta stagione il premio cambia, diventando un viaggio firmato Secret Escapes per il vincitore e altre due persone in una destinazione da sogno a scelta; tale premio viene messo in palio fino alla settima edizione, dove in quest'ultima viene riaggiunta nuovamente la possibilità di pubblicare il libro di ricette. Per l'ottava edizione il premio cambia ulteriormente diventando una fornitura di cioccolato. Con la nona edizione il premio consiste nella possibilità di condurre un proprio programma su Food Network e una Masterclass in cioccolateria. Dalla decima edizione, il premio è una fornitura di cioccolato e un corso di formazione gastronomica con l'aggiunta di un soggiorno in un hotel a scelta nell'undicesima e di un set di utensili da lavoro nella dodicesima edizione.
| Edizione Bake Off | Anno      | Vincitore           | Premio       | Premio                       | Premio                       | Editore / Sponsor | Editore / Sponsor |
| ----------------- | --------- | ------------------- | ------------ | ---------------------------- | ---------------------------- | ----------------- | ----------------- |
| 1ª                | 2013-2014 | Madalina Pometescu  | Libro        | Dolci di cuore               | Dolci di cuore               | Rizzoli           | Rizzoli           |
| 2ª                | 2014      | Roberta Liso        | Libro        | Dolci nati da un sogno       | Dolci nati da un sogno       | Rizzoli           | Rizzoli           |
| 3ª                | 2015      | Gabriele De Benetti | Libro        | Dolce Quanto Basta           | Dolce Quanto Basta           | Rizzoli           | Rizzoli           |
| 4ª                | 2016      | Joyce Escano        | Libro        | Dolci Occasioni              | Dolci Occasioni              | Centauria         | Centauria         |
| 5ª                | 2017      | Carlo Beltrami      | Libro        | [ 8 ]                        | [ 8 ]                        | -                 | -                 |
| 6ª                | 2018      | Federico De Flaviis | Viaggio      | Viaggio                      | Viaggio                      | Secret Escapes    | Secret Escapes    |
| 7ª                | 2019      | Martina Russo       | Viaggio      | Libro                        | Martina QB                   | Rizzoli           | Secret Escapes    |
| 8ª                | 2020      | Sara Moalli         | Cioccolato   | Cioccolato                   | Cioccolato                   | Domori            | Domori            |
| 9ª                | 2021      | Daniela Ribezzo     | Programma TV | Masterclass in cioccolateria | Masterclass in cioccolateria | Discovery         | Perugina          |
| 10ª               | 2022      | Davide Merigo       | Cioccolato   | Formazione gastronomica      | -                            | Caffarel          | In Cibum          |
| 11ª               | 2023      | Gabriele Citti      | Cioccolato   | Formazione gastronomica      | Soggiorno in un hotel        | Caffarel          | In Cibum          |
| 12ª               | 2024      | Giulia Pilloni      | Cioccolato   | Formazione gastronomica      | Set di utensili da lavoro    | Caffarel          | In Cibum          |

## Edizioni
| Edizione | Conduzione       | Periodo           | Periodo          | Puntate | Giudici    | Giudici          | Giudici                  | Giudici           | Cast fisso       | Pasticceri amatoriali | Vincitore           |
| Edizione | Conduzione       | Inizio            | Fine             | Puntate | Giudici    | Giudici          | Giudici                  | Giudici           | Cast fisso       | Pasticceri amatoriali | Vincitore           |
| -------- | ---------------- | ----------------- | ---------------- | ------- | ---------- | ---------------- | ------------------------ | ----------------- | ---------------- | --------------------- | ------------------- |
| 1ª       | Benedetta Parodi | 29 novembre 2013  | 3 gennaio 2014   | 6       | Ernst Knam | Clelia d'Onofrio | Non presenti             | Non presenti      | Non presente     | 9                     | Madalina Pometescu  |
| 2ª       | Benedetta Parodi | 5 settembre 2014  | 21 novembre 2014 | 12      | Ernst Knam | Clelia d'Onofrio | Non presenti             | Non presenti      | Non presente     | 16                    | Roberta Liso        |
| 3ª       | Benedetta Parodi | 4 settembre 2015  | 20 novembre 2015 | 12      | Ernst Knam | Clelia d'Onofrio | Non presenti             | Non presenti      | Non presente     | 16                    | Gabriele De Benetti |
| 4ª       | Benedetta Parodi | 2 settembre 2016  | 2 dicembre 2016  | 14      | Ernst Knam | Clelia d'Onofrio | Antonio Lamberto Martino | Non presente      | Non presente     | 21                    | Joyce Escano        |
| 5ª       | Benedetta Parodi | 1º settembre 2017 | 1º dicembre 2017 | 14      | Ernst Knam | Clelia d'Onofrio | Damiano Carrara          | Non presente      | Non presente     | 16                    | Carlo Beltrami      |
| 6ª       | Benedetta Parodi | 7 settembre 2018  | 7 dicembre 2018  | 14      | Ernst Knam | Clelia d'Onofrio | Damiano Carrara          | Non presente      | Non presente     | 16                    | Federico De Flaviis |
| 7ª       | Benedetta Parodi | 30 agosto 2019    | 29 novembre 2019 | 14      | Ernst Knam | Clelia d'Onofrio | Damiano Carrara          | Non presente      | Non presente     | 18                    | Martina Russo       |
| 8ª       | Benedetta Parodi | 4 settembre 2020  | 4 dicembre 2020  | 14      | Ernst Knam | Clelia d'Onofrio | Damiano Carrara          | Csaba dalla Zorza | Non presente     | 17                    | Sara Moalli         |
| 9ª       | Benedetta Parodi | 3 settembre 2021  | 17 dicembre 2021 | 16      | Ernst Knam | Clelia d'Onofrio | Damiano Carrara          | Non presente      | Non presente     | 20                    | Daniela Ribezzo     |
| 10ª      | Benedetta Parodi | 2 settembre 2022  | 2 dicembre 2022  | 14      | Ernst Knam | Tommaso Foglia   | Damiano Carrara          | Non presente      | Clelia d'Onofrio | 16                    | Davide Merigo       |
| 11ª      | Benedetta Parodi | 8 settembre 2023  | 15 dicembre 2023 | 15      | Ernst Knam | Tommaso Foglia   | Damiano Carrara          | Non presente      | Clelia d'Onofrio | 16                    | Gabriele Citti      |
| 12ª      | Benedetta Parodi | 6 settembre 2024  | 13 dicembre 2024 | 15      | Ernst Knam | Tommaso Foglia   | Damiano Carrara          | Non presente      | Iginio Massari   | 14                    | Giulia Pilloni      |

## Riepilogo delle edizioni

### Prima edizione
- La prima edizione di Bake Off Italia - Dolci in forno è andata in onda dal 29 novembre 2013 al 3 gennaio 2014 e la vincitrice di questa edizione è stata Madalina Pometescu, concorrente di origine romena, la quale, come premio del programma, ha avuto la possibilità di creare un libro di ricette e di pubblicarlo con Rizzoli Editore[14][15].
- La prima e l'ultima puntata sono state trasmesse anche sul canale DMAX.

### Seconda edizione
- La seconda edizione del programma è andata onda a partire dal 5 settembre al 21 novembre 2014.
- Rispetto all'edizione precedente, le puntate vengono aumentate a 12 mentre i concorrenti salgono a 16.
- Anche quest'anno la prima puntata e la finale sono state trasmesse in simulcast, stavolta su tutti i canali del gruppo Discovery Communications, oltre a DMAX, anche su Giallo, Focus, K2 e Frisbee.
- La vincitrice della seconda edizione del programma è stata Roberta Liso, la quale, come premio del programma, ha avuto la possibilità di creare un libro di ricette e di pubblicarlo[16].

### Terza edizione
- La terza edizione di Bake Off Italia - Dolci in forno, annunciata con un breve spot pubblicitario, in realtà per pubblicizzarne l'app, diffuso su Real Time a partire da giugno 2015, è andata in onda a partire dal 4 settembre 2015.
- La prima e l'ultima puntata sono state trasmesse come sempre su tutti i canali del gruppo Discovery Communications, compreso Deejay TV acquistato da poco dal colosso americano. La nuova location è Villa Annoni, situata a Cuggiono (MI)[6].
- Il 31 luglio 2015 alle 23:05 viene trasmesso su Real Time "Aspettando Bake Off Italia", episodio speciale, che funge da "episodio pilota", in cui vengono presentati i 16 concorrenti di questa nuova terza edizione.
- Da questa edizione vengono introdotte le prove in esterna.
- È la prima volta nella storia del programma in cui la vittoria è contesa tra un uomo e una donna e il vincitore della terza edizione del programma, per la prima volta è un uomo, Gabriele de Benetti, il quale, come premio del programma, ha avuto la possibilità di creare un libro di ricette e di pubblicarlo.

### Quarta edizione
- La quarta edizione del programma è andata in onda a partire da settembre 2016, sempre trasmessa su Real Time, ad eccezione del solito simulcast su tutti i canali free Discovery della prima puntata e della finale.
- Il numero di concorrenti sale a 20 (diventanti poi 21), di conseguenza anche il numero di puntate (che, da 12, passano a 14). Inoltre, vista l'introduzione della Prova Wow, aumenta anche il minutaggio delle puntate (che non dureranno più un'ora ma quasi 90 minuti).
- Tra le novità, vi sono l'introduzione del terzo giudice Antonio Lamberto Martino e un parziale restyling della location.
- La vincitrice della quarta edizione del programma è stata Joyce Escano.

### Quinta edizione
- La quinta edizione, in onda dal 1º settembre al 1º dicembre 2017.
- Vi è un cambio nel cast dei giudici: Antonio Lamberto Martino lascia il programma dopo una sola edizione e viene sostituito dal pasticcere lucchese Damiano Carrara.
- Alla prima puntata, hanno partecipato 50 concorrenti, che sono poi stati ridotti a 16.
- Per la prima volta nel programma,in una puntata vi è una tripla eliminazione.
- È la prima volta in cui la vittoria è contesa tra due uomini: ll vincitore della quinta edizione è stato Carlo Beltrami.

### Sesta edizione
- La sesta edizione, in onda dal 7 settembre al 7 dicembre 2018.
- Questa stagione, subisce un cambio di location e si svolge nella sontuosa Villa Bagatti Valsecchi a Varedo.
- Viene introdotta una sezione Daytime che riassumerà la puntata, inclusi tutorial, rubriche ed ospiti.
- La Prova Wow è sostituita dalla Prova Sorpresa.
- Alla prima puntata hanno partecipato 32 concorrenti poi ridotti a 16.
- Evento mai accaduto in precedenza è l'assegnazione di un doppio grembiule blu durante una puntata; tale evento si ripeterà 6 anni dopo nel corso della semifinale dell'undicesima edizione.
- Il vincitore della sesta edizione del programma è stato Federico De Flaviis.

### Settima edizione
- La settima edizione, in onda dal 30 agosto al 29 novembre 2019. Attualmente è l'unica edizione ad essere trasmessa a partire dal mese di agosto.
- Anche quest'anno vi è un nuovo cambio della location: da questa edizione si svolge nella sontuosa Villa Borromeo d'Adda ad Arcore; gli arredi del tendone e la gara saranno a tema anni cinquanta.
- I concorrenti aumentano da 16 a 18.
- In questa edizione, non in tutte le puntate e non in tutte le prove, vi è la presenza di un quarto giudice a rotazione.
- Per la prima volta nella storia del programma i finalisti non sono 3 ma 4.
- La vincitrice della settima edizione è Martina Russo.

### Ottava edizione
- L'ottava edizione, in onda dal 4 settembre al 4 dicembre 2020.
- In questa edizione vi è l'aggiunta di un quarto giudice fisso: Csaba dalla Zorza[17][18].
- Dopo la finale a quattro dell'edizione precedente i finalisti tornano ad essere tre come nelle prime sei edizioni.
- A partire da questa edizione, per rispettare le norme governative imposte per la pandemia di Covid-19, cambia il meccanismo del programma fino alla quinta puntata; dalla sesta, il programma ritorna al classico meccanismo utilizzato in tutte le precedenti edizioni. Sempre per tale motivo, solamente quest'anno vengono abolite le prove in esterna.
- Casualmente, in questa edizione, il grembiule blu non è stato conquistato da nessun uomo in gara.
- La vincitrice è Sara Moalli, la quale ottiene come premio cinquanta chili di cioccolato fondente 72% e la visita alla fabbrica Domori.

### Nona edizione
- La nona edizione va in onda, in anteprima, venerdì 27 agosto 2021 sulla piattaforma Discovery+ per poi andare regolarmente in onda a partire da venerdì 3 settembre 2021 su Real Time.
- Una delle novità di questa edizione è l'aumento del numero di concorrenti (che dai 17 dell'ultima edizione passa a 20) e delle puntate (che da 14 diventano 16), risultando l'edizione più lunga della storia del programma.
- La giuria ritorna ad essere composta da Ernst Knam, Clelia d'Onofrio e Damiano Carrara, stavolta però senza la presenza di Csaba dalla Zorza che ricopriva il ruolo di quarta giurata nell'edizione precedente.
- Per la prima volta nella storia del programma, un concorrente (Giacomo "Peperita" Liuzzi) che ha già partecipato ad una precedente edizione (precisamente l'ottava), rientra a far parte del cast.
- Anche in questa edizione viene messe in atto lo stesso meccanismo dello scorso anno, sempre per rispettare le norme della pandemia Covid-19.
- Da quest'anno tornano le prove in esterna.
- Come nella settima edizione il numero di concorrenti che vengono ammessi alla finale è quattro dei quali solo tre sono considerati finalisti e partecipanti anche alla finalissima.
- La vincitrice di questa edizione è Daniela Ribezzo che ottiene un corso di Masterclass in cioccolateria firmato Perugina e la possibilità di condurre un programma tutto proprio su Food Network.

### Decima edizione
- La decima edizione va in onda, in anteprima, sulla piattaforma Discovery+ per poi andare regolarmente in onda a partire da venerdì 2 settembre 2022 su Real Time.
- Al terzetto dei giudici si unisce Tommaso Foglia che prende il posto di Clelia d'Onofrio, la quale però, è comunque presente occupandosi solo di mostrare e commentare le schede tecniche dei dolci alla base delle prove creative.
- Le puntate ritornano ad essere 14, i concorrenti, invece, vengono ridotti, da 20 della scorsa edizione, a 16.
- Il tendone viene completamente rinnovato assumendo una scenografia simile ad una grande serra.
- Da questa edizione ritorna il classico meccanismo della trasmissione sin dalla prima puntata, come le prime sette edizioni.
- È la prima edizione ad aver portato cinque concorrenti in semifinale. Tale avvenimento si ripeterà anche nella 12ª edizione.
- Per la prima volta nella storia del programma non vi sono né doppie e né triple eliminazioni portando così in finale 4 concorrenti come l'edizione precedente e la settima.
- Il vincitore di questa edizione è Davide Merigo che si aggiudica il titolo di decimo miglior pasticcere amatoriale d'Italia, una fornitura di 50 kg di cioccolato Caffarel e un corso di formazione gastronomica In Cibum.

### Undicesima edizione
- L'undicesima edizione va in onda, in anteprima, dal 1º settembre 2023, sulla piattaforma Discovery+ per poi andare regolarmente in onda a partire da venerdì 8 settembre su Real Time
- Il tema di questa edizione è  "il sogno"  , mentre il tendone è allestito come se fosse una serra di limoni.
- Vi è anche l'introduzione di un motto: I dolci son desideri
- Da questa edizione vi è l'aumento delle puntate, che ammontano a 15.
- Per la prima volta nella storia del programma, un concorrente che possiede il grembiule blu si ritira dalla gara.
- Così come l'edizione precedente, anche in questa non vi sono né doppie e né triple eliminazioni, portando in finale 4 concorrenti.
- Con un totale di quindici grembiuli blu assegnati, questa è l'edizione che ha assegnato più grembiuli blu nella storia del programma; inoltre come accadde nella sesta edizione, in una puntata (la semifinale) vengono assegnati due grembiuli blu.
- Per la prima volta nella storia del programma, il podio è composto da soli uomini e il vincitore di questa undicesima edizione è Gabriele Citti che si aggiudica il titolo di undicesimo miglior pasticcere amatoriale d'Italia, una fornitura di 50 kg di cioccolato Caffarel, un corso di formazione gastronomica In Cibum e un viaggio presso un hotel con destinazione a scelta.

### Dodicesima edizione
- La dodicesima edizione va in onda, in anteprima, dal 1º settembre 2024, sulla piattaforma Discovery+ per poi andare regolarmente in onda a partire da venerdì 6 settembre su Real Time.
- Il tema di questa edizione è "L'Olimpo della pasticceria".
- Al cast della trasmissione si aggiunge Iginio Massari in qualità di super ospite fisso durante le prove tecniche.
- Le prime due puntate di questa edizione servono per selezionare, tra 30 concorrenti, i 14 pasticceri amatoriali che prenderanno parte a questa edizione; pertanto, il numero di partecipanti scende da 16 a 14.
- per motivi ignoti, quest’anno le prove in esterna vengono abolite.
- Quest’anno, la scenografia della grande serra che fa da sfondo alla competizione, presenta i colori della terra, delle spighe e dei fiori selvatici, con sfumature che vanno dal terracotta all’ocra, che avvolgono la scena in un’atmosfera dai toni caldi e accoglienti.
- La vincitrice di questa edizione è Giulia Pilloni che si aggiudica il titolo di dodicesimo miglior pasticcere amatoriale d'Italia, una fornitura di 50 kg di cioccolato Caffarel, un corso di formazione gastronomica In Cibum e un set di utensili da lavoro.

## Audience
| Edizione | Anno       | Stagione        | Programmazione | Programmazione | Programmazione | Programmazione | Programmazione | Programmazione | Programmazione | Telespettatori | Share | Premiere       | Premiere | Finale         | Finale |
| Edizione | Anno       | Stagione        | L              | M              | M              | G              | V              | S              | D              | Telespettatori | Share | Telespettatori | Share    | Telespettatori | Share  |
| -------- | ---------- | --------------- | -------------- | -------------- | -------------- | -------------- | -------------- | -------------- | -------------- | -------------- | ----- | -------------- | -------- | -------------- | ------ |
| 1ª       | 2013- 2014 | autunno-inverno |                |                |                |                |                |                |                | 894.000        | 3,35% | 895.000        | 3,11%    | 1.536.000      | 5,36%  |
| 2ª       | 2014       | estate-autunno  | 827.000        | 3,13%          | 901.000        | 3,92%          | 1.237.000      | 4,50%          |                |                |       |                |          |                |        |
| 3ª       | 2015       | estate-autunno  | 908.000        | 3,48%          | 818.000        | 3,70%          | 1.098.000      | 3,90%          |                |                |       |                |          |                |        |
| 4ª       | 2016       | estate-autunno  | 1.049.000      | 3,95%          | 796.000        | 4,00%          | 1.340.000      | 5,00%          |                |                |       |                |          |                |        |
| 5ª       | 2017       | estate-autunno  | 1.008.000      | 4,15%          | 841.000        | 4,30%          | 1.193.000      | 4,60%          |                |                |       |                |          |                |        |
| 6ª       | 2018       | estate-autunno  | 794.000        | 3,37%          | 811.000        | 3,80%          | 903.000        | 3,94%          |                |                |       |                |          |                |        |
| 7ª       | 2019       | estate-autunno  | 881.000        | 3,81%          | 779.000        | 4,30%          | 1.138.000      | 4,70%          |                |                |       |                |          |                |        |
| 8ª       | 2020       | estate-autunno  | 823.000        | 3,39%          | 782.000        | 4,00%          | 1.029.000      | 3,95%          |                |                |       |                |          |                |        |
| 9ª       | 2021       | estate-autunno  | 612.000        | 2,82%          | 569.000        | 3,20%          | 724.000        | 3,30%          |                |                |       |                |          |                |        |
| 10ª      | 2022       | estate-autunno  | 692.000        | 3,33%          | 462.000        | 3,00%          | 788.000        | 4,00%          |                |                |       |                |          |                |        |
| 11ª      | 2023       | estate-autunno  | 580 000        | 3,25%          | 516.000        | 3,40%          | 590.000        | 3,40%          |                |                |       |                |          |                |        |
| 12ª      | 2024       | estate-autunno  | 639 000        | 3,63%          | 450 000        | 2,70%          | 739 000        | 4,10%          |                |                |       |                |          |                |        |

## Applicazione
In contemporanea al lancio del programma, è stata lanciata un'applicazione gratuita disponibile per iOS e Android. Gli utenti possono interagire in live, commentare in diretta, entrare nel backstage e mettersi alla prova con le ricette del talent show, possono inoltre rispondere alle domande, scoprire le curiosità e votare i concorrenti seguendo in live le puntate.  A partire dal 2015 viene creato "Bakestagram", dove è possibile condividere foto delle proprie creazioni, aggiungendo ricette, pareri e commenti. A partire dal giugno 2015, viene diffuso sul canale tv Real Time uno spot che pubblicizza l'app, annunciando "Bakegram", e preannunciando il ritorno prossimo, autunnale, della terza edizione del programma.